# Tales of the Jedi
Tales of the Jedi és una sèrie de set còmics, publicats per Dark Horse, que formen part de l'Univers expandit de Star Wars i no formen part del canon oficial. Els primers capítols editats tracten sobre la Gran Guerra Sith (4000 ABY), i posteriors protoseqüeles se centren en la Gran Guerra de l'Hiperespai, ocorreguda mil anys abans.

## Rerefons
La Gran Guerra de l'Hiperespai s'inicia quan dos exploradors de l'Hiperespai de la República s'estavellen accidentalment en el planeta cementeri dels Sith Korriban, durant la processó del funeral de Marka Ragnos.
El seu successor Naga Sadow provoca la guerra contra la República i s'autoproclama líder de l'Imperi Sith. Però no tan sols lluita contra la República, sinó també contra el seu arxienemic Ludo Kressh, que finalment el força a destruir la seua pròpia flota per a cobrir la seua fugida. Sadow aterra en Yavin IV i construeix vastos temples, amb l'ajut dels seus guerrers Massassi.
Sis-cents anys després, el jedi Freedon Nadd arriba a Yavin IV i l'esperit de Naga Sadow l'instrueix en la màgia Sith. Més tard marxa, amb tot l'après i alguns tresors de Sadow, al planeta Onderon, on usa els seus nous dons per a instaurar-se com a rei. Després de la seua mort, el seu esperit continua donant consells als seus successors.
Un altre Jedi, Ulic Qel-Droma és enviat a Onderon per a intervenir en un conflicte, però coneix a l'esperit de Freedon Nadd, qui li diu que es convertirà en un Senyor Sith. La profecia es compleix. El Krath, una societat secreta del Costat Fosc, ataca a la República i fereix a Ulic amb un projectil potenciat prèviament amb alquímia, i li injecten una poció del Costat Fosc, per assegurar-se de la seua caiguda.
Exar Kun abandona el seu mestre, Vodo-Siosk Baas, perquè no li deixava aprendre sobre el Costat Fosc, i es dirigeix a Onderon, on coneix la tomba de Freedon Nadd. L'esperit de Nadd li indica a Kun que vaja a Korriban, i és ací quan Nadd l'enganya perquè accepte el Costat Fosc. Després tots dos van a Yevin IV, i Nadd obliga Kun a triar: rendir-se davant l'Indret Fosc, o morir. Kun tria la vida. Després de completar el seu aprenentatge amb Nadd, Kun el destrueix utilitzant un amulet del Costat Fosc.
Exar Kun i Ulic Qel-Droma es coneixen a Cinnagar, i la batalla que havien estat lliurant pel poder, va arribar a la seua fi quan l'esperit de Marka Ragnos declara Kun com el Senyor Fosc dels Sith, i a Ulic com el seu aprenent. Junts emprenen una nova guerra contra la República, fent-se amb principiants Jedi (padawans) d'Ossus i convertint-los al Costat Fosc. Qel-Droma venç a Lord Midi-clorian, i es fa amb els serveis dels guerrers mandalorians. Després ataca Coruscant, però ací és capturat. Kun lidera un intent de rescat, i mata al seu anterior mestre (Vodo-Siosk Baas) en el procés. Després d'açò, els Senyors Sith provoquen que Cron Cluster es convertisca en supernova, destruint incomptables artefactes Jedi en les rodalies d'Ossus.
Abans que Ossus siga destruït, el germà d'Ulic, Cay, tracta de convèncer-lo de tornar a la Força. Finalment Ulic li talla i es rendeix als peus de la seua antiga amant Nomi Sunrider, que anul·la completament la seua connexió amb la Força. Vençut per la República, Ulic els guia Yavin IV, on Exar Kun realitza un ritual que succiona la vida de cada Massassi del planeta; separant els seus esperits dels seus cossos, lligant-los per sempre al seu temple.
La Neteja de les Nou Cases correspon als esdeveniments ocorreguts a conseqüència de la Gran Guerra Sith, quan, després del penediment d'Ulic Qel-Droma, i la mort o ascensió d'Exar Kun, l'Antiga República inicia la sagnant caça dels romanents de la Germanor Sith.

### Còmics de la saga
| Color code key:  | Color code key:        | Color code key:               | Color code key:                 |
| ---------------- | ---------------------- | ----------------------------- | ------------------------------- |
| Arcs argumentals | Escrits per Tom Veitch | Escrits per Kevin J. Anderson | Coescrits per Veitch i Anderson |

| Número                                                                      | Títol                                                                       | Data de publicació                                                          | Trade paperback(s)          | Data del TPB           |
| --------------------------------------------------------------------------- | --------------------------------------------------------------------------- | --------------------------------------------------------------------------- | --------------------------- | ---------------------- |
| Star Wars: Tales of the Jedi — The Golden Age of the Sith                   | Star Wars: Tales of the Jedi — The Golden Age of the Sith                   | Star Wars: Tales of the Jedi — The Golden Age of the Sith                   | The Golden Age of the Sith  | 6 d'agost de 1997      |
| 0                                                                           | The Golden Age of the Sith 0: Conquest and Unification                      | 1 de juliol de 1996                                                         | The Golden Age of the Sith  | 6 d'agost de 1997      |
| 1                                                                           | The Golden Age of the Sith 1: Into the Unknown                              | 1 d'octubre de 1996                                                         | The Golden Age of the Sith  | 6 d'agost de 1997      |
| 2                                                                           | The Golden Age of the Sith 2: Funeral for a Dark Lord                       | 1 de novembre de 1996                                                       | The Golden Age of the Sith  | 6 d'agost de 1997      |
| 3                                                                           | The Golden Age of the Sith 3: The Fabric of an Empire                       | 1 de desembre de 1996                                                       | The Golden Age of the Sith  | 6 d'agost de 1997      |
| 4                                                                           | The Golden Age of the Sith 4: Pawns of a Sith Lord                          | 1 de gener de 1997                                                          | The Golden Age of the Sith  | 6 d'agost de 1997      |
| 5                                                                           | The Golden Age of the Sith 5: The Flight of Starbreaker 12                  | 1 de febrer de 1997                                                         | The Golden Age of the Sith  | 6 d'agost de 1997      |
| Star Wars: Tales of the Jedi — The Fall of the Sith Empire                  | Star Wars: Tales of the Jedi — The Fall of the Sith Empire                  | Star Wars: Tales of the Jedi — The Fall of the Sith Empire                  | The Fall of the Sith Empire | 6 de maig, 1998        |
| 1                                                                           | The Fall of the Sith Empire 1: Desperate Measures                           | 18 de juny de 1997                                                          | The Fall of the Sith Empire | 6 de maig, 1998        |
| 2                                                                           | The Fall of the Sith Empire 2: Forces in Collision                          | 23 de juliol de 1997                                                        | The Fall of the Sith Empire | 6 de maig, 1998        |
| 3                                                                           | The Fall of the Sith Empire 3: First Encounter                              | 20 d'agost de 1997                                                          | The Fall of the Sith Empire | 6 de maig, 1998        |
| 4                                                                           | The Fall of the Sith Empire 4: The Dogs of War                              | 17 de setembre de 1997                                                      | The Fall of the Sith Empire | 6 de maig, 1998        |
| 5                                                                           | The Fall of the Sith Empire 5: End of an Empire                             | 22 d'octubre de 1997                                                        | The Fall of the Sith Empire | 6 de maig, 1998        |
| Star Wars: Tales of the Jedi — Ulic Qel-Droma and the Beast Wars of Onderon | Star Wars: Tales of the Jedi — Ulic Qel-Droma and the Beast Wars of Onderon | Star Wars: Tales of the Jedi — Ulic Qel-Droma and the Beast Wars of Onderon | Knights of the Old Republic | 1 d'agost de 1994      |
| 1                                                                           | Ulic Qel-Droma and the Beast Wars of Onderon, Part 1                        | 1 d'octubre de 1993                                                         | Knights of the Old Republic | 1 d'agost de 1994      |
| 2                                                                           | Ulic Qel-Droma and the Beast Wars of Onderon, Part 2                        | 1 de novembre de 1993                                                       | Knights of the Old Republic | 1 d'agost de 1994      |
| Star Wars: Tales of the Jedi — The Saga of Nomi Sunrider                    |                                                                             |                                                                             | Knights of the Old Republic | 1 d'agost de 1994      |
| 3                                                                           | The Saga of Nomi Sunrider, Part 1                                           | 1 de desembre de 1993                                                       | Knights of the Old Republic | 1 d'agost de 1994      |
| 4                                                                           | The Saga of Nomi Sunrider, Part 2                                           | 1 de gener de 1994                                                          | Knights of the Old Republic | 1 d'agost de 1994      |
| 5                                                                           | The Saga of Nomi Sunrider, Part 3                                           | 1 de febrer de 1994                                                         | Knights of the Old Republic | 1 d'agost de 1994      |
| Star Wars: Tales of the Jedi — The Freedon Nadd Uprising                    | Star Wars: Tales of the Jedi — The Freedon Nadd Uprising                    | Star Wars: Tales of the Jedi — The Freedon Nadd Uprising                    | The Freedon Nadd Uprising   | 17 de desembre de 1997 |
| 1                                                                           | The Freedon Nadd Uprising, Part 1                                           | 2 d'agost de 1994                                                           | The Freedon Nadd Uprising   | 17 de desembre de 1997 |
| 2                                                                           | The Freedon Nadd Uprising, Part 2: Initiates of the Sith                    | 1 de setembre de 1994                                                       | The Freedon Nadd Uprising   | 17 de desembre de 1997 |
| Star Wars: Tales of the Jedi - Dark Lords of the Sith                       | Star Wars: Tales of the Jedi - Dark Lords of the Sith                       | Star Wars: Tales of the Jedi - Dark Lords of the Sith                       | Dark Lords of the Sith      | 6 de febrer de 1996    |
| 0                                                                           | Dark Lords of the Sith Special Ashcan Edition                               | Setembre de 1994                                                            | Dark Lords of the Sith      | 6 de febrer de 1996    |
| 1                                                                           | Dark Lords of the Sith 1: Masters and Students of the Force                 | 1 d'octubre de 1994                                                         | Dark Lords of the Sith      | 6 de febrer de 1996    |
| 2                                                                           | Dark Lords of the Sith 2: The Quest for the Sith                            | 1 de novembre de 1994                                                       | Dark Lords of the Sith      | 6 de febrer de 1996    |
| 3                                                                           | Dark Lords of the Sith 3: Descent to the Dark Side                          | 13 de desembre de 1994                                                      | Dark Lords of the Sith      | 6 de febrer de 1996    |
| 4                                                                           | Dark Lords of the Sith 4: Death of a Dark Jedi                              | 10 de gener de 1995                                                         | Dark Lords of the Sith      | 6 de febrer de 1996    |
| 5                                                                           | Dark Lords of the Sith 5: Sith Secrets                                      | 14 de febrer de 1995                                                        | Dark Lords of the Sith      | 6 de febrer de 1996    |
| 6                                                                           | Dark Lords of the Sith 6: Jedi Assault                                      | 14 de març de 1995                                                          | Dark Lords of the Sith      | 6 de febrer de 1996    |
| Star Wars: Tales of the Jedi — The Sith War                                 | Star Wars: Tales of the Jedi — The Sith War                                 | Star Wars: Tales of the Jedi — The Sith War                                 | The Sith War                | 1 de juliol de 1996    |
| 1                                                                           | The Sith War 1: Edge of the Whirlwind                                       | 15 d'agost de 1995                                                          | The Sith War                | 1 de juliol de 1996    |
| 2                                                                           | The Sith War 2: The Battle of Coruscant                                     | 19 de setembre de 1995                                                      | The Sith War                | 1 de juliol de 1996    |
| 3                                                                           | The Sith War 3: The Trial of Ulic Qel-Droma                                 | 17 d'octubre de 1995                                                        | The Sith War                | 1 de juliol de 1996    |
| 4                                                                           | The Sith War 4: Jedi Holocaust                                              | 1 de novembre de 1995                                                       | The Sith War                | 1 de juliol de 1996    |
| 5                                                                           | The Sith War 5: Brother Against Brother                                     | 19 de desembre de 1995                                                      | The Sith War                | 1 de juliol de 1996    |
| 6                                                                           | The Sith War 6: Dark Lord                                                   | 1 de gener de 1996                                                          | The Sith War                | 1 de juliol de 1996    |
| Star Wars: Tales of the Jedi - Redemption                                   | Star Wars: Tales of the Jedi - Redemption                                   | Star Wars: Tales of the Jedi - Redemption                                   | Redemption                  | 25 de juliol de 2001   |
| 1                                                                           | Redemption 1: A Gathering of Jedi                                           | 22 de juliol de 1998                                                        | Redemption                  | 25 de juliol de 2001   |
| 2                                                                           | Redemption 2: The Search for Peace                                          | 26 d'agost de 1998                                                          | Redemption                  | 25 de juliol de 2001   |
| 3                                                                           | Redemption 3: Homecoming                                                    | 23 de setembre de 1998                                                      | Redemption                  | 25 de juliol de 2001   |
| 4                                                                           | Redemption 4: The Trials of a Jedi                                          | 28 d'octubre de 1998                                                        | Redemption                  | 25 de juliol de 2001   |
| 5                                                                           | Redemption 5: Master                                                        | 25 de novembre de 1998                                                      | Redemption                  | 25 de juliol de 2001   |

## Capítols en orde cronològic de la història
- The Golden Age of the Sith.  Dark Horse Comics, 1997. ISBN 1-56971-229-8. «5000 ABY»
- The Fall of the Sith Empire.  Dark Horse Comics , 1998]. ISBN 1-56971-320-0. «5000 ABY»
- Knights of the Old Republic.  Dark Horse Comics , 1994. ISBN 1-56971-020-1. «4000 ABY»
- The Freedon Nadd Uprising.  Dark Horse Comics, 1997. «3998 ABY»
- Dark Lords of the Sith.  Dark Horse Comics, 1996. «3997 ABY»
- Sith War.  Dark Horse Comics, 1996. «5000 ABY - 3996 ABY»
- Redemption.  Dark Horse Comics, [1997]. «3986 ABY»